# Stolac (otok)
Stolac je nenaseljen otok v Jadranskem morju in pripada Hrvaški. Je del kvarnerskih otokov in se nahaja zahodno od dalmatinske obale v Velebitskem kanalu, približno 115 m vzhodno od otoka Rab med rtoma Stolac in Saramić. Otok upravno pripada občini Loparo, ki je v Primorsko-goranski županiji.
Stolac je otoček v skupini treh čeri Stolac, pridružujeta se mu še Stolac mali in čer Stolac. Površina otočka je 0,01 km². Dolžina obalnega pasu je 0,45 km. Ostala dva otočka v skupini Stolac imata površino manjšo od 0,1 km². V dolžino meri 180 m, na najširši točki je širok 85 m. Otočje se nahaja v istoimenskem zalivu pred obalo Raba. Stolac je od celine oddaljen 9,7 km.